# لوئیس پلات
لوئیس پلات (انگلیسی: Louise Platt; ۳ اوت ۱۹۱۵ – ۶ سپتامبر ۲۰۰۳) یک هنرپیشه اهل ایالات متحده آمریکا بود. وی بین سال‌های ۱۹۳۶ تا ۱۹۶۳ میلادی فعالیت می‌کرد.

## گزیده فیلمشناسی
از فیلم‌ها یا برنامه‌های تلویزیونی که وی در آن نقش داشته‌است می‌توان به آثار زیر اشاره کرد.
- دلیجان (فیلم) (۱۹۳۹)
- دختران فراموش شده (۱۹۴۰)